# 16e étape du Tour de France 2025
Pour un article plus général, voir Tour de France 2025.
La 16e étape du Tour de France 2025 se déroule le mardi 22 juillet 2025 entre Montpellier et le sommet du mont Ventoux, sur une distance de 171,5 kilomètres.

## Parcours de l'étape
La seizième étape du Tour de France 2025, relie Montpellier au sommet du mont Ventoux sur un parcours de 171,5 km. Les 140 premiers kilomètres sont intégralement plats, sans difficulté répertoriée, offrant un terrain idéal aux « baroudeurs ». Mais cette portion relativement facile précède un brutal changement de rythme avec l’ascension finale du « Géant de Provence », alias le mont Ventoux. Le peloton devra gravir le versant le plus difficile du Ventoux, depuis Bédoin : 15,7 km à 8,8 % de moyenne, avec une exposition au vent, redoutable à partir de Chalet Reynard. L’arrivée est jugée au sommet, après une ligne droite finale de 80 mètres, sur une chaussée de 4,5 mètres de large. L’étape totalise 2 950 mètres de dénivelé positif et devrait offrir un terrain d’expression privilégié aux grimpeurs puissants et aux leaders du classement général.

## Déroulement de la course
Avec la perspective d'une arrivée au sommet du mont Ventoux, la 16e étape débute par une tentative d'échappée. Cependant Nils Politt (UAE Emirates XRG) veille à décourager les fuyards pour protéger son leader, Tadej Pogačar. Un groupe d'une trentaine de coureurs finit par se former à environ 90 kilomètres de l'arrivée. Le groupe explose dès les premières pentes de la seule ascension de la journée, sous l'impulsion d'Enric Mas (Movistar), suivi par Thymen Arensman (Ineos Grenadiers) et Julian Alaphilippe (Tudor). Ben Healy (EF Education-EasyPost) fond sur la tête de course à grande vitesse, suivi par Valentin Paret-Peintre (Soudal Quick-Step). Dans le groupe des leaders, les coureurs de Visma-Lease a Bike imprime un rythme important pour lancer leur leader, Jonas Vingegaard, qui attaque à trois reprises le maillot jaune Tadej Pogačar, sans succès. Healy et Paret-Peintre, de leur côté, s'attaquent à tour de rôle. Ils reprennent puis déposent Mas qui ne peut suivre, avant de s'observer et de le laisser revenir, ainsi que Santiago Buitrago (Bahrain Victorious). Ilan Van Wilder, coéquipier du Français, parvient à son tour à les rejoindre et à emmener le groupe. La victoire se joue au sprint, lancé à 400 mètres de la ligne, entre Ben Healy et Valentin Paret-Peintre. Celui-ci passe l'Irlandais à quelques dizaines de mètres de l'arrivée ; le Colombien Santiago Buitrago et le Belge Ilan Van Wilder suivent respectivement à 4 s et 14 s. Viennent ensuite les deux leaders du classement général, Tadej Pogačar et Jonas Vingegaard, à 43 s et 45 s, puis l’Espagnol Enric Mas à 53 s. Au-delà de la minute se trouvent le Français Julian Alaphilippe (8e de l’étape) à 1 min 17 s, le Slovène Primož Roglič (Red Bull-Bora-Hansgrohe) à 1 min 51 s, puis son coéquipier allemand Florian Lipowitz à 1 min 53 s, qui conforte ainsi sa 3e place au classement général et son maillot blanc.

## Résultats
Cette section présente les résultats et prix obtenus au cours de l'étape.

### Classement de l'étape
| Classement de la 16e étape | Classement de la 16e étape | Classement de la 16e étape | Classement de la 16e étape | Classement de la 16e étape |
|                            | Coureur                    | Pays                       | Équipe                     | Temps                      |
| -------------------------- | -------------------------- | -------------------------- | -------------------------- | -------------------------- |
| 1er                        | Valentin Paret-Peintre     | France                     | Soudal Quick-Step          | en 4 h 3 min 19 s          |
| 2e                         | Ben Healy                  | Irlande                    | EF Education-EasyPost      | + 0 s                      |
| 3e                         | Santiago Buitrago          | Colombie                   | Bahrain Victorious         | + 4 s                      |
| 4e                         | Ilan Van Wilder            | Belgique                   | Soudal Quick-Step          | + 14 s                     |
| 5e                         | Tadej Pogačar              | Slovénie                   | UAE Emirates XRG           | + 43 s                     |
| 6e                         | Jonas Vingegaard           | Danemark                   | Visma-Lease a Bike         | + 45 s                     |
| 7e                         | Enric Mas                  | Espagne                    | Movistar                   | + 53 s                     |
| 8e                         | Julian Alaphilippe         | France                     | Tudor                      | + 1 min 17 s               |
| 9e                         | Primož Roglič              | Slovénie                   | Red Bull-Bora-Hansgrohe    | + 1 min 51 s               |
| 10e                        | Florian Lipowitz           | Allemagne                  | Red Bull-Bora-Hansgrohe    | + 1 min 53 s               |
| modifier                   |                            |                            |                            |                            |

### Bonifications en temps
|   | Coureur                | Pays     | Équipe                | Bonifications |
| - | ---------------------- | -------- | --------------------- | ------------- |
| 1 | Valentin Paret-Peintre | France   | Soudal Quick-Step     | 10 s          |
| 2 | Ben Healy              | Irlande  | EF Education-EasyPost | 6 s           |
| 3 | Santiago Buitrago      | Colombie | Bahrain Victorious    | 4 s           |

### Points attribués
| Sprint intermédiaire Châteauneuf-du-Pape (km 112,4) | Sprint intermédiaire Châteauneuf-du-Pape (km 112,4) | Sprint intermédiaire Châteauneuf-du-Pape (km 112,4) | Sprint intermédiaire Châteauneuf-du-Pape (km 112,4) | Sprint intermédiaire Châteauneuf-du-Pape (km 112,4) |
| --------------------------------------------------- | --------------------------------------------------- | --------------------------------------------------- | --------------------------------------------------- | --------------------------------------------------- |
|                                                     | Coureur                                             | Pays                                                | Équipe                                              | Point(s)                                            |
| 1er                                                 | Jonas Abrahamsen                                    | Norvège                                             | Uno-X Mobility                                      | 20                                                  |
| 2e                                                  | Simone Velasco                                      | Italie                                              | XDS Astana                                          | 17                                                  |
| 3e                                                  | Matteo Trentin                                      | Italie                                              | Tudor                                               | 15                                                  |
| 4e                                                  | Thymen Arensman                                     | Pays-Bas                                            | Ineos Grenadiers                                    | 13                                                  |
| 5e                                                  | Enric Mas                                           | Espagne                                             | Movistar                                            | 11                                                  |
| 6e                                                  | Julian Alaphilippe                                  | France                                              | Tudor                                               | 10                                                  |
| 7e                                                  | Fred Wright                                         | Royaume-Uni                                         | Bahrain Victorious                                  | 9                                                   |
| 8e                                                  | Pascal Eenkhoorn                                    | Pays-Bas                                            | Soudal Quick-Step                                   | 8                                                   |
| 9e                                                  | Jarrad Drizners                                     | Australie                                           | Lotto                                               | 7                                                   |
| 10e                                                 | Krists Neilands                                     | Lettonie                                            | Israel-Premier Tech                                 | 6                                                   |
| 11e                                                 | Marco Haller                                        | Autriche                                            | Tudor                                               | 5                                                   |
| 12e                                                 | Brent Van Moer                                      | Belgique                                            | Lotto                                               | 4                                                   |
| 13e                                                 | Alex Aranburu                                       | Espagne                                             | Cofidis                                             | 3                                                   |
| 14e                                                 | Pavel Sivakov                                       | France                                              | UAE Emirates XRG                                    | 2                                                   |
| 15e                                                 | Santiago Buitrago                                   | Colombie                                            | Bahrain Victorious                                  | 1                                                   |
| modifier                                            |                                                     |                                                     |                                                     |                                                     |

| Arrivée d'étape Mont Ventoux (km 171,5) | Arrivée d'étape Mont Ventoux (km 171,5) | Arrivée d'étape Mont Ventoux (km 171,5) | Arrivée d'étape Mont Ventoux (km 171,5) | Arrivée d'étape Mont Ventoux (km 171,5) |
| --------------------------------------- | --------------------------------------- | --------------------------------------- | --------------------------------------- | --------------------------------------- |
|                                         | Coureur                                 | Pays                                    | Équipe                                  | Point(s)                                |
| 1er                                     | Valentin Paret-Peintre                  | France                                  | Soudal Quick-Step                       | 30                                      |
| 2e                                      | Ben Healy                               | Irlande                                 | EF Education-EasyPost                   | 25                                      |
| 3e                                      | Santiago Buitrago                       | Colombie                                | Bahrain Victorious                      | 22                                      |
| 4e                                      | Ilan Van Wilder                         | Belgique                                | Soudal Quick-Step                       | 19                                      |
| 5e                                      | Tadej Pogačar                           | Slovénie                                | UAE Emirates XRG                        | 17                                      |
| 6e                                      | Jonas Vingegaard                        | Danemark                                | Visma-Lease a Bike                      | 15                                      |
| 7e                                      | Enric Mas                               | Espagne                                 | Movistar                                | 13                                      |
| 8e                                      | Julian Alaphilippe                      | France                                  | Tudor                                   | 11                                      |
| 9e                                      | Primož Roglič                           | Slovénie                                | Red Bull-Bora-Hansgrohe                 | 9                                       |
| 10e                                     | Florian Lipowitz                        | Allemagne                               | Red Bull-Bora-Hansgrohe                 | 7                                       |
| 11e                                     | Gregor Mühlberger                       | Autriche                                | Movistar                                | 6                                       |
| 12e                                     | Thymen Arensman                         | Pays-Bas                                | Ineos Grenadiers                        | 5                                       |
| 13e                                     | Xandro Meurisse                         | Belgique                                | Alpecin-Deceuninck                      | 4                                       |
| 14e                                     | Oscar Onley                             | Royaume-Uni                             | Picnic-PostNL                           | 3                                       |
| 15e                                     | Carlos Rodríguez                        | Espagne                                 | Ineos Grenadiers                        | 2                                       |
| modifier                                |                                         |                                         |                                         |                                         |

### Cols et côtes
| \| Mont Ventoux (km 171,5) Hors catégorie (15,7 km à 8,8 %) \| Mont Ventoux (km 171,5) Hors catégorie (15,7 km à 8,8 %) \| Mont Ventoux (km 171,5) Hors catégorie (15,7 km à 8,8 %) \| Mont Ventoux (km 171,5) Hors catégorie (15,7 km à 8,8 %) \| Mont Ventoux (km 171,5) Hors catégorie (15,7 km à 8,8 %) \| \| -------------------------------------------------------- \| -------------------------------------------------------- \| -------------------------------------------------------- \| -------------------------------------------------------- \| -------------------------------------------------------- \| \| \| Coureur \| Pays \| Équipe \| Point(s) \| \| 1er \| Valentin Paret-Peintre \| France \| Soudal Quick-Step \| 20 \| \| 2e \| Ben Healy \| Irlande \| EF Education-EasyPost \| 15 \| \| 3e \| Santiago Buitrago \| Colombie \| Bahrain Victorious \| 12 \| \| 4e \| Ilan Van Wilder \| Belgique \| Soudal Quick-Step \| 10 \| \| 5e \| Tadej Pogačar \| Slovénie \| UAE Emirates XRG \| 8 \| \| 6e \| Jonas Vingegaard \| Danemark \| Visma-Lease a Bike \| 6 \| \| 7e \| Enric Mas \| Espagne \| Movistar \| 4 \| \| 8e \| Julian Alaphilippe \| France \| Tudor \| 2 \| \| modifier \| \| \| \| \| |                        |          |                       |          |
| Mont Ventoux (km 171,5) Hors catégorie (15,7 km à 8,8 %) |                        |          |                       |          |
| | Coureur                | Pays     | Équipe                | Point(s) |
| 1er | Valentin Paret-Peintre | France   | Soudal Quick-Step     | 20       |
| 2e | Ben Healy              | Irlande  | EF Education-EasyPost | 15       |
| 3e | Santiago Buitrago      | Colombie | Bahrain Victorious    | 12       |
| 4e | Ilan Van Wilder        | Belgique | Soudal Quick-Step     | 10       |
| 5e | Tadej Pogačar          | Slovénie | UAE Emirates XRG      | 8        |
| 6e | Jonas Vingegaard       | Danemark | Visma-Lease a Bike    | 6        |
| 7e | Enric Mas              | Espagne  | Movistar              | 4        |
| 8e | Julian Alaphilippe     | France   | Tudor                 | 2        |
| modifier |                        |          |                       |          |

### Prix de la combativité
- Ben Healy (EF Education-EasyPost)

## Classements à l'issue de l'étape
Cette section présente le classement général et les différents classements annexes à l'issue de l'étape.

### Classement général
| Classement général | Classement général | Classement général | Classement général         | Classement général  |
|                    | Coureur            | Pays               | Équipe                     | Temps               |
| ------------------ | ------------------ | ------------------ | -------------------------- | ------------------- |
| 1er                | Tadej Pogačar      | Slovénie           | UAE Emirates XRG           | en 58 h 24 min 46 s |
| 2e                 | Jonas Vingegaard   | Danemark           | Visma-Lease a Bike         | + 4 min 15 s        |
| 3e                 | Florian Lipowitz   | Allemagne          | Red Bull-Bora-Hansgrohe    | + 9 min 3 s         |
| 4e                 | Oscar Onley        | Royaume-Uni        | Picnic-PostNL              | + 11 min 4 s        |
| 5e                 | Primož Roglič      | Slovénie           | Red Bull-Bora-Hansgrohe    | + 11 min 42 s       |
| 6e                 | Kévin Vauquelin    | France             | Arkéa-B&B Hotels           | + 13 min 20 s       |
| 7e                 | Felix Gall         | Autriche           | Decathlon-AG2R La Mondiale | + 14 min 50 s       |
| 8e                 | Tobias Johannessen | Norvège            | Uno-X Mobility             | + 17 min 1 s        |
| 9e                 | Ben Healy          | Irlande            | EF Education-EasyPost      | + 17 min 52 s       |
| 10e                | Carlos Rodríguez   | Espagne            | Ineos Grenadiers           | + 20 min 45 s       |
| modifier           |                    |                    |                            |                     |

| Classement par points | Classement par points | Classement par points | Classement par points | Classement par points |
| --------------------- | --------------------- | --------------------- | --------------------- | --------------------- |
|                       | Coureur               | Pays                  | Équipe                | Point(s)              |
| 1er                   | Jonathan Milan        | Italie                | Lidl-Trek             | 251 points            |
| 2e                    | Tadej Pogačar         | Slovénie              | UAE Emirates XRG      | 240 pts               |
| 3e                    | Biniam Girmay         | Érythrée              | Intermarché-Wanty     | 169 pts               |
| 4e                    | Tim Merlier           | Belgique              | Soudal Quick-Step     | 150 pts               |
| 5e                    | Jonas Vingegaard      | Danemark              | Visma-Lease a Bike    | 150 pts               |
| 6e                    | Anthony Turgis        | France                | TotalEnergies         | 130 pts               |
| 7e                    | Jonas Abrahamsen      | Norvège               | Uno-X Mobility        | 110 pts               |
| 8e                    | Quinn Simmons         | États-Unis            | Lidl-Trek             | 93 pts                |
| 9e                    | Arnaud De Lie         | Belgique              | Lotto                 | 92 pts                |
| 10e                   | Oscar Onley           | Royaume-Uni           | Picnic-PostNL         | 91 pts                |
| modifier              |                       |                       |                       |                       |

| Classement du meilleur grimpeur | Classement du meilleur grimpeur | Classement du meilleur grimpeur | Classement du meilleur grimpeur | Classement du meilleur grimpeur |
| ------------------------------- | ------------------------------- | ------------------------------- | ------------------------------- | ------------------------------- |
|                                 | Coureur                         | Pays                            | Équipe                          | Point(s)                        |
| 1er                             | Tadej Pogačar                   | Slovénie                        | UAE Emirates XRG                | 60 points                       |
| 2e                              | Lenny Martinez                  | France                          | Bahrain Victorious              | 60 pts                          |
| 3e                              | Thymen Arensman                 | Pays-Bas                        | Ineos Grenadiers                | 48 pts                          |
| 4e                              | Jonas Vingegaard                | Danemark                        | Visma-Lease a Bike              | 45 pts                          |
| 5e                              | Michael Woods                   | Canada                          | Israel-Premier Tech             | 38 pts                          |
| 6e                              | Valentin Paret-Peintre          | France                          | Soudal Quick-Step               | 36 pts                          |
| 7e                              | Ben Healy                       | Irlande                         | EF Education-EasyPost           | 35 pts                          |
| 8e                              | Florian Lipowitz                | Allemagne                       | Red Bull-Bora-Hansgrohe         | 24 pts                          |
| 9e                              | Michael Storer                  | Australie                       | Tudor                           | 19 pts                          |
| 10e                             | Bruno Armirail                  | France                          | Decathlon-AG2R La Mondiale      | 15 pts                          |
| modifier                        |                                 |                                 |                                 |                                 |

| Classement général du meilleur jeune | Classement général du meilleur jeune | Classement général du meilleur jeune | Classement général du meilleur jeune | Classement général du meilleur jeune |
|                                      | Coureur                              | Pays                                 | Équipe                               | Temps                                |
| ------------------------------------ | ------------------------------------ | ------------------------------------ | ------------------------------------ | ------------------------------------ |
| 1er                                  | Florian Lipowitz                     | Allemagne                            | Red Bull-Bora-Hansgrohe              | en 58 h 33 min 49 s                  |
| 2e                                   | Oscar Onley                          | Royaume-Uni                          | Picnic-PostNL                        | + 2 min 1 s                          |
| 3e                                   | Kévin Vauquelin                      | France                               | Arkéa-B&B Hotels                     | + 4 min 17 s                         |
| 4e                                   | Ben Healy                            | Irlande                              | EF Education-EasyPost                | + 8 min 49 s                         |
| 5e                                   | Carlos Rodríguez                     | Espagne                              | Ineos Grenadiers                     | + 11 min 42 s                        |
| 6e                                   | Ilan Van Wilder                      | Belgique                             | Soudal Quick-Step                    | + 1 h 16 min 24 s                    |
| 7e                                   | Romain Grégoire                      | France                               | Groupama-FDJ                         | + 1 h 22 min 28 s                    |
| 8e                                   | Raúl García Pierna                   | Espagne                              | Arkéa-B&B Hotels                     | + 1 h 22 min 52 s                    |
| 9e                                   | Joseph Blackmore                     | Royaume-Uni                          | Israel-Premier Tech                  | + 1 h 46 min 8 s                     |
| 10e                                  | Alex Baudin                          | France                               | EF Education-EasyPost                | + 1 h 52 min 34 s                    |
| modifier                             |                                      |                                      |                                      |                                      |

| Classement par équipes | Classement par équipes     | Classement par équipes | Classement par équipes |
|                        | Équipe                     | Pays                   | Temps                  |
| ---------------------- | -------------------------- | ---------------------- | ---------------------- |
| 1re                    | Visma-Lease a Bike         | Pays-Bas               | en 175 h 55 min 27 s   |
| 2e                     | UAE Emirates XRG           | Émirats arabes unis    | + 15 min 8 s           |
| 3e                     | Red Bull-Bora-Hansgrohe    | Allemagne              | + 49 min 34 s          |
| 4e                     | Arkéa-B&B Hotels           | France                 | + 56 min 28 s          |
| 5e                     | Decathlon-AG2R La Mondiale | France                 | + 1 h 16 min 36 s      |
| 6e                     | Ineos Grenadiers           | Royaume-Uni            | + 1 h 45 min 58 s      |
| 7e                     | XDS Astana                 | Kazakhstan             | + 1 h 57 min 41 s      |
| 8e                     | Movistar                   | Espagne                | + 1 h 57 min 55 s      |
| 9e                     | Groupama-FDJ               | France                 | + 1 h 58 min 33 s      |
| 10e                    | Picnic-PostNL              | Pays-Bas               | + 2 h 27 min 5 s       |
| modifier               |                            |                        |                        |

## Abandon
Un coureur a abandonné au cours de l'étape :
- Mathieu van der Poel (Alpecin-Deceuninck) : non partant en raison de la contraction d’une pneumonie[8].